# Popovača
Popovača város és község Horvátországban, Sziszek-Monoszló megyében.

## Fekvése
Sziszek városától légvonalban 22, közúton 25 km-re északkeletre, a megye északkeleti szélén fekszik. Északnyugatról Velika Ludinával, délkeletről Kutenyával határos. A község fekvése gazdaságilag kedvező, mivel a megyeszékhelyhez és több városhoz is (Kutenya, Csázma) közel van és a fővárossal is jó az összeköttetése. A község közepén halad át az A3-as autópálya és a Zágráb – Vukovár vasútvonal is.

## A község települései
A községhez Ciglenica, Donja Gračenica, Donja Jelenska, Donja Vlahinička, Gornja Gračenica, Gornja Jelenska, Moslavačka Slatina, Osekovo, Podbrđe, Popovača, Potok, Stružec és Voloder települések tartoznak.

## Története
Az élet nyomai Popovača területén 18 millió évre nyúlnak vissza. Ennyi idősek azok a növényi és állati maradványok, melyeket Gornja Jelenska határában találtak. Az emberi élet első nyomai is még a történelem előtti időből származnak. Az ókorban itt vezetett át a Sisciából (Sziszek) Varianisba (Kutenya) vezető út, amely mellett Osekovónál egy nagyobb római villagazdaság épületegyüttese állt. Római leletek kerültek elő Donja Gračenica és Voloder területéről is.
A középkorban a mai Popovača területén állt e vidék legjelentősebb erődítménye és uradalmi központja Monoszló vára. Monoszló birtokának legrégebb ismert tulajdonosa a 12. században élt Makár (Makariás) ispán volt, aki még apja csatákban kivívott érdemeiért kapta a birtokot II. Béla magyar-horvát királytól. Az első monoszlói várat valószínűleg még ő, vagy valamely leszármazottja építtette. Makár egyik fia Tamás Valkó vármegye első ismert ispánja, míg másik fia szlavón bán volt. A vár a 13. század végéig lehetett az ő tulajdonukban.
A vár jelentősége akkoriban megegyezett a közeli Csázma egyházi székhelyének kulturális jelentőségével, amellyel nagyon jó úthálózat is összekötötte. Vására az egyik legjelentősebb volt az országnak ezen a részén. Vásártartási jogát a 13. században kapta és ez a jog a későbbi Popovačára is átszállt, mely minden hónap első szombatján tartotta vásárait. Ma is az egyik legnagyobb vásár Észak-Horvátországban. Az uradalomnak a Monoszlói hegység lankáin hatalmas erdőségei, legelői és szőlői, alatta nagy kiterjedésű megművelt földjei voltak. Vizekben való bősége miatt fejlett volt a vadászat és a halászat, területén halastavakat is létesítettek. Gazdasági jelentőségéről tanúskodik, hogy birtokosai jelentős szerepet játszottak a Magyar-horvát királyság életében.
1316-tól Babonić István szlavón báné volt. A 14. század végétől a 15. század végéig tulajdonosai a monoszlói Csuporok voltak. Csupor István Monoszlón kívül birtokolta még Szarvaskő várát és Várallyát is. Birtokai átterjedtek a Lonja, a Száva, de északon még a Csázma folyón túlra is. A család 1492-ben halt ki, birtokai a királyra szálltak. II. Ulászló király adományából Erdődy Bakócz Tamás kapott itt jelentős birtokokat, aki az ország akkori legnagyobb egyházi személyisége volt. A török veszély közeledtével a lakosság nagy része menekülni kényszerült a nagyobb városokba, majd 1543 után a török hódítás előrehaladtával a térség fokozatosan kiürült, a népesség helyét a katonaság vette át.
Erdődy II. Péter 1545-ben harc nélkül adta fel Monoszló várát, mely az egész térség török megszállásával járt. Erdődy a megmaradt lakosságot nyugat-magyarországi birtokaira, főként Monyorókerék környékére költöztette át, de jelentős népesség vándorolt ki Pozsony vidékére is. A vidék elnéptelenedett, a falvak elpusztultak, a várakat és a kolostorokat lerombolták, illetve török őrséggel látták el. 1591-ben Erdődy II. Tamás ugyan felszabadította a család ősi székhelyét Monoszló várát, de rögtön azután lerombolását rendelte el. Romjai mellett 1746-ban az Erdődyek új kastélyt építettek. A család 1887-ig volt birtokos a településen, egykori kastélyukat 1934-ben pszichiátriai kórházzá alakították át.
A 19. század elején rövid ideig francia uralom alá került, majd ismét a Habsburg Birodalom része lett. Fejlődésén nagyot lendített a vasútvonal megépítése, melyet 1897-ben adtak át a forgalomnak. A településnek 1857-ben 437, 1910-ben 1273 lakosa volt. Belovár-Kőrös vármegye Krizsi, majd Kutenyai járásához tartozott. A 20. század elejére Popovača a térség gazdasági központja lett. A településen községi hivatal, iskola, posta, távíró, vámhivatal, vasútállomás működött. 1907-ben megnyílt a helyi olvasóterem. 1913-ban megindult a munka a helyi fűrészüzemben és a község legnagyobb bevételi forrása a szőlészet és a borászat lett. 1918-ban az új szerb-horvát-szlovén állam, majd később Jugoszlávia része lett. A második világháború idején a Független Horvát Állam része volt. A háború után a béke időszaka köszöntött a településre, enyhült a szegénység és sok ember talált munkát a közeli városokban. 1991. június 25-én a független Horvátország része lett. A településnek 2011-ben 4207 lakosa volt.

## Népesség
| Lakosság változása | Lakosság változása | Lakosság változása | Lakosság változása | Lakosság változása | Lakosság változása | Lakosság változása | Lakosság változása | Lakosság változása | Lakosság változása | Lakosság változása | Lakosság változása | Lakosság változása | Lakosság változása | Lakosság változása | Lakosság változása |
| ------------------ | ------------------ | ------------------ | ------------------ | ------------------ | ------------------ | ------------------ | ------------------ | ------------------ | ------------------ | ------------------ | ------------------ | ------------------ | ------------------ | ------------------ | ------------------ |
| 1857               | 1869               | 1880               | 1890               | 1900               | 1910               | 1921               | 1931               | 1948               | 1953               | 1961               | 1971               | 1981               | 1991               | 2001               | 2011               |
| 437                | 591                | 655                | 764                | 899                | 1.273              | 1.390              | 1.750              | 2.234              | 2.144              | 2.002              | 3.110              | 3.663              | 3.596              | 4.312              | 4.207              |

## Nevezetességei
- Gonzaga Szent Alajos tiszteletére szentelt római katolikus plébániatemplomát[4] 1935 és 1938 között építették. Felszentelése 1938. augusztus 21-én történt, de belső terének kialakítása és berendezése csak 1944-re fejeződött be. A plébánia alapítása dr. Alojzije Stepinac érsek 1945-ös rendeletével történt. A templomot kőből építették. Centrális jellegű építmény hexagonális alaprajzzal, melyhez keletről a négyszögletes szentély, nyugatról pedig az előcsarnok és a négyszögletes alaprajzú harangtorony csatlakozik. Berendezéséből említésre méltó a főoltár Szent Anna és Szent Joachim szobraival, a Szűz Mária tiszteletére szentelt mellékoltár, valamint a szószék.
- Monoszló várát a 12. vagy a 13. században építtette Makár ispán, vagy valamely leszármazottja. Később birtokosai a Csuporok, a Babonicsok, végül az Erdődyek voltak. 1545-ben elfoglalta a török és csak 1591-ben foglalta vissza Erdődy Tamás, aki rögtön ezután lebonttatta. A család később a vár romjai mellé építtette fel a kastélyát, melyet 1934-ben kórházzá alakítottak át. A vár maradványinak feltárását először az 1960-as években kísérelték meg a pszichiátriai kórház területén. A szakszerű ásatás azonban csak 1975-ben kezdődhetett el. A munkálatokat öt évre tervezték és magában foglalta volna a falak konzerválását is, de csak rövid ideig végezhették. Az idő csak arra volt elég, hogy egyes részleteket feltárjanak, de a védőfalak és sáncok meglétén kívül sajnos nem sikerült tisztázni még a vár eredeti alaprajzát sem.
- Az Erdődy-kastélyt[5] a 18. században építtette a család a 16. század végén lebontott monoszlói vár mellett. Tulajdonképpen három kastélyt is építettek ide, melyek közül az első, a nagykastély 1746 és 1754 között épült fel. A második, vagy középső kastélyt 1812 és 1818 között építették, míg a kiskastély (vagy vadászkastély) 1839 előtt épült és 1938-1941 között építették át. Mind közül a legjelentősebb a négyszög alaprajzú, emeletes nagykastély, melynek építési munkálatait Erdődy György, László és Ludovika megbízásából Erdődy György szlavóniai birtokainak intézője Matija Marković vezette. A munkákat itteni jobbágyai végezték. A kastéllyal és bejárati részével együtt több majorépület is ekkor épült. A középső kastély a nagykastélytól 200 méterre északnyugatra épült fel. Ez lett az uradalom intézményi központja. Egyszerű, emeletes késő barokk-klasszicista U alakú épület, mely ma is eredeti állapotában áll. Főhomlokzata 33,10 oldalsó homlokzata 15,60 méter széles. Ma ebben működnek a kórház igazgatósági helyiségei. Ettől mintegy 125 méterre nyugatra található az elnyújtott téglalap alaprajzú kiskastély. A benne elhelyezett vadásztrófeákról vadászkastélynak is nevezik. A három kastély a kiszolgáló és gazdasági épületekkel, valamint a kertekkel, gyümölcsösökkel és szőlőkkel egykor egy hatalmas gazdaságot képezett. A család 1887-ig volt a kastély tulajdonosa. Az épületet 1934-ben pszichiátriai kórházzá alakították át és azóta is kórházként működik. Alapítójának, dr. Ivan Barbotnak a nevét viseli.
- A Zágráb-Lipovac autópályától 500 méterre délre, Osekovo közelében található a Ciglenica nevű régészeti lelőhely. A lelőhelyen már a 19. század második felében kerültek elő római kori leletek, melyeket a Kutenya közelében egykor létezett Varianis nevű római településsel hoztak kapcsolatba. A leletek között az épületmaradványok mellett nagy számú töredék is előkerült, köztük üveg- és cseréptöredékek, fibulák, ékszerek és pénzérmék. Az épületmaradványok között téglák, mozaik és freskótöredékek és az egykori padlózat maradványai mind arra utalnak, hogy itt egykor díszes épületek álltak.
- A népi építészet szép példája a Zagrebačka 7. szám alatt álló emeletes fa lakóház,[6] melyhez kút és istálló is tartozik. A kontyolt tetős épület homlokzatát faragott geometriai motívumok díszítik. A házban a helyi születésű Zorka Sever (1894 – 1973) festőművész hagyatéka, festményei és etnográfiai gyűjteményének darabjai láthatók.

## Gazdaság
A gazdaság fejlődéséhez kedvező feltételt teremt a község kedvező földrajzi fekvése. Zágráb távolsága 50 km, de kitűnő az összeköttetése a közeli Sziszekkel és Kutenyával is. A helyi gazdaság alapját hagyományosan a mezőgazdaság, azon belül pedig a szőlészet és borászat képezi.

## Kultúra
- Könyvtár és olvasóterem. A könyvtár 1952 óta működik.
- KUD Popovača kulturális és művészeti egyesület
- "Moslavački krug" képzőművész kör
- "Moslavina" történelemtudományi egyesület
- "Moslavački štrk" képzőművészeti egyesület

## Oktatás
- OŠ Popovača elemi iskola
- A helyi óvoda 1973-ban nyílt meg.

## Sport
- NK Moslavac Popovača labdarúgóklub
- RK "Moslavac" Popovača kézilabdaklub
- "Moslavina" teniszklub
- "Moslavac" kickboxklub
- Aeroklub Popovača
- "Som" sporthorgászklub

## Híres emberek
- Zorka Sever festőművész
- Robert Belinić énekes
- Dr. Ivan Barbot a nevét viselő helyi pszichiátriai kórház alapítója